# Chi Lan vô trụ
Amitostigma là một chi thực vật có hoa trong họ Lan.